# Korgom
Korgom est une localité et une commune rurale du Niger, département de Tessaoua, région de Maradi.

## Géographie
La localité de Korgom est située à 56 km au sud-est du chef-lieu départemental Tessaoua.
| Koona, Baoudetta | Maïjirgui, Garagoumsa | Kantché |
| Gazaoua          | Korgom                | Daouché |
|                  | Hawandawaki           | Tsaouni |

## Histoire
La commune rurale de Korgom instaurée en 2002, est issue du canton de Korgom.

## Population
Lors du recensement général de 2012, la population communale est relevée à 68 057 habitants, dont 2 917 habitants pour la localité chef-lieu communal.

## Localités
La commune s'étend sur 39 villages, 137 hameaux et deux camps au sud-est du département de Tessaoua.

## Services et infrastructures
- Centre de Santé Intégré (CSI) à Korgom, Agama, Romaza et Toki[5].
- Collège d'enseignement général (CEG) à Korgom.
- Centre de formation des métiers (CFM) à Korgom.